# Чернь (болезнь растений)

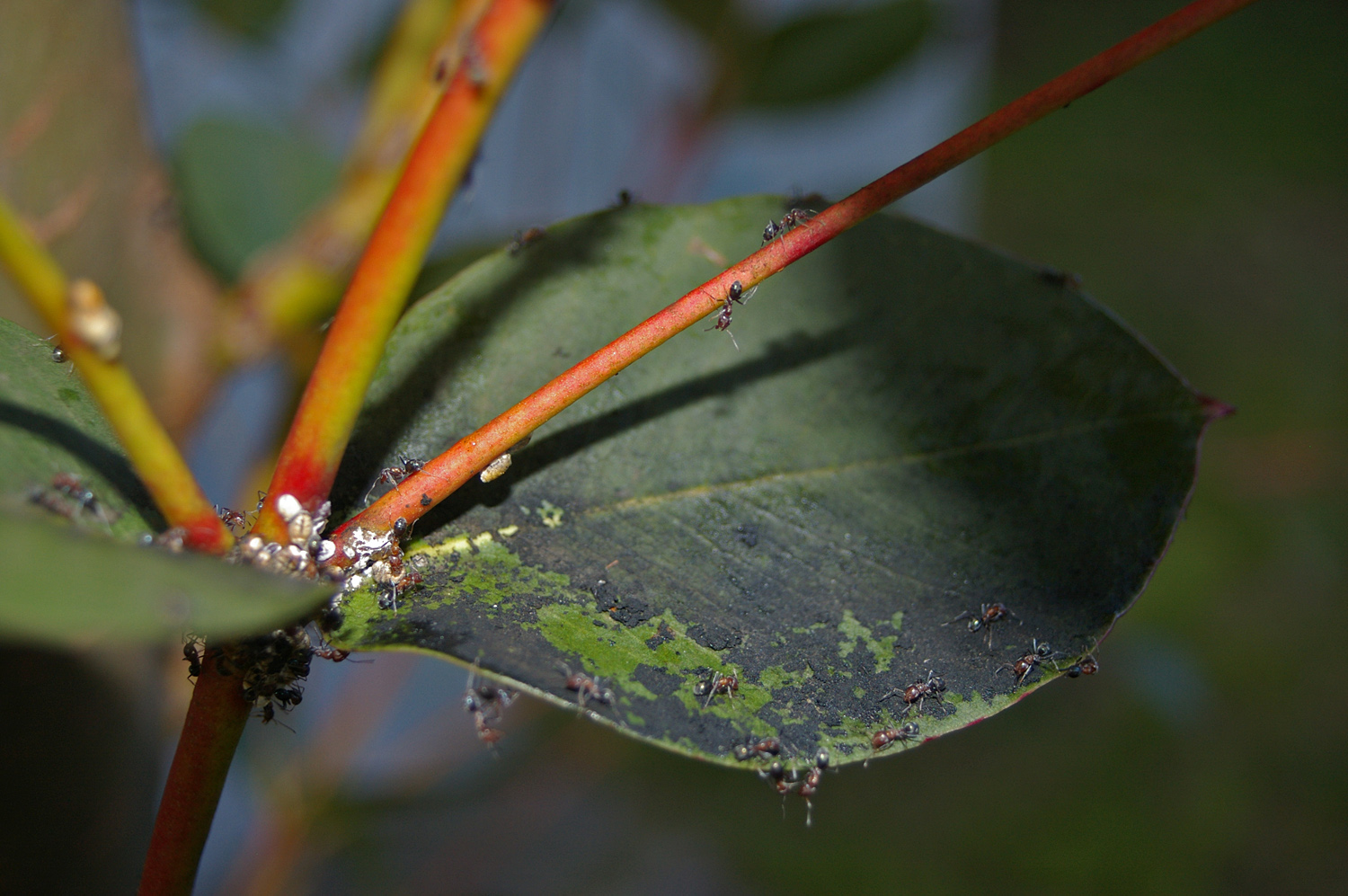
Чернь на листе богатого эвкалипта (Eucalyptus dives)

Чернь (сажистый грибок) — болезнь растений, вызываемая некоторыми сапротрофными сумчатыми грибами из порядков Capnodiales, Chaetothyriales и Meliolales, развивающимися на медвяной пади.

## Этиология
Молодые листья, побеги и плоды часто покрываются чёрной или чёрно-серой плёнкой, которая легко стирается. Этот налёт представляет собой мицелий и спороношение сапрофитных грибов из рода Саpnodium, Triposporium, Aithaloderma, Limacinia и др., которые не проникают в ткани растения, то есть не являются его паразитами. Грибы, вызывающие чернь, поселяются в органах, которые повреждены насекомыми — щитовками, червецами, а также различными видами клещей. Эти вредители выделяют липкую жидкость, которой и питаются сапрофитные грибы. Xотя грибы и не живут непосредственно за счёт растения, все же они наносят большой вред, сплошь покрывая листья чёрной плёнкой и тем самым резко снижая фотосинтетическую деятельность растения. Поражённые же чернью плоды неприятны на вид, снижается их товарная ценность.

## Возбудители
Описано около 200 видов грибов, вызывающих чернь на листьях и плодах растений:
- Antennulariellaceae — представители родов Achaetobotrys, Antennulariella, Capnofrasera
- Capnodiaceae — представители родов Capnodium, Capnophaeum, Leptoxyphium, Phragmocapnia, Scorias
- Chaetothyriaceae — представители родов Actinocymbe, Ceramothyrium, Chaetothyriomyces, Chaetothyrium, Euceramia, Microcallis, Phaeosaccardinula, Treubiomyces, Yatesula
- Coccodiniaceae — представители родов Coccodinium, Dennisiella, Limacinula
- Euantennariaceae — представители родов Antennatula, Capnokyma, Euantennaria, Hormisciomyces, Rasutoria, Strigopodia, Trichothallus, Trichopeltheca
- Metacapnodiaceae — представители родов Capnocybe, Capnophialophora, Capnosporium, Hormiokrypsis, Hyphosoma, Metacapnodium
- Trichomeriaceae — представители родов Trichomerium